# Jamboree mondial de 1959
Le jamboree mondial de 1959 est le dixième jamboree scout, le premier organisé en Asie. 
Il se tient au Mont Makiling dans les Philippines. Il rassemble un peu plus de 12 000 scouts venus de 44 pays, et 500.000 visiteurs par jour.

## L'organisation du camp
La devise du Jamboree est « Construire demain aujourd'hui. Un Jamboree de Bambous » : une ville de palmiers et de bambous est construite pour le Jamboree. 